# 费拉拉主教座堂

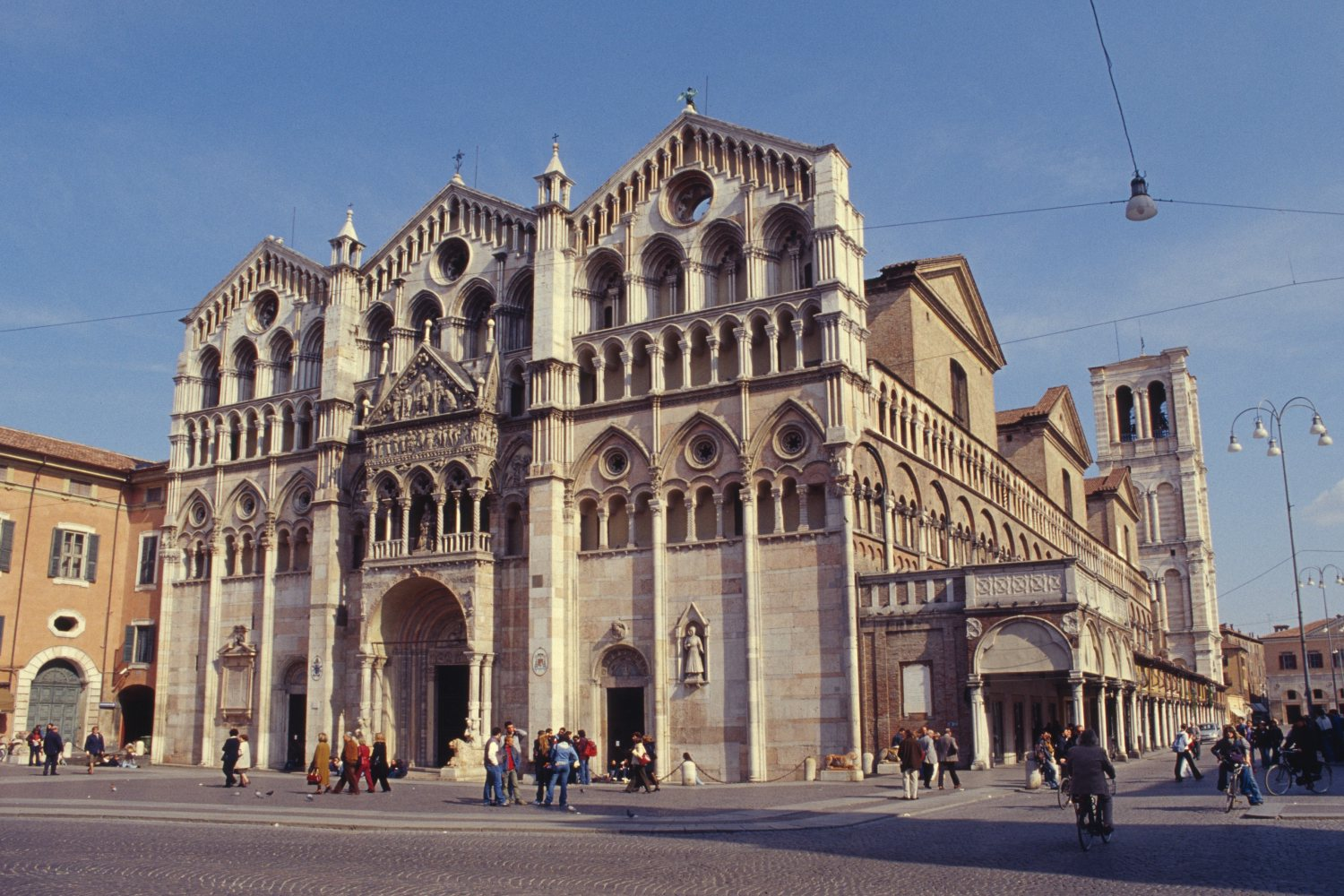
费拉拉主教座堂

费拉拉主教座堂（Basilica Cattedrale di San Giorgio）是意大利北部城市费拉拉的天主教宗座圣殿和主教座堂，该市最大的宗教建筑。位于市中心，距离市政厅和著名的埃斯特城堡不远，带顶的走廊连接总主教府。
教堂始建于12世纪，当时城市向波河左岸扩展，过去的圣乔治主教座堂仍位于河流右岸。新堂祝圣于1135年。
最初的立面设计为罗曼式，类似于摩德纳主教座堂和帕尔马主教座堂，白色大理石兴建，有3个尖顶和一系列凉廊，小拱廊和玫瑰窗、雕塑和浮雕。右侧是阿尔贝托·埃斯特雕像，另一侧是教宗克勉八世的半身铜像，刻有教宗获取该市的碑文。